# Лагонегро
Лагонегро (итал. Lagonegro) — коммуна в Италии, расположена в регионе Базиликата, подчиняется административному центру Потенца.
Население составляет 6005 человек (на 2004 г.), плотность населения составляет 55 чел./км². Занимает площадь 112 км². Почтовый индекс — 85042. Телефонный код — 0973.
Покровителем коммуны почитается святитель Николай Мирликийский, празднование 6 декабря.